# Antonia di Borbone-Vendôme
Antonia di Borbone (Ham, 25 dicembre 1494 – Joinville, 20 gennaio 1583) era madre di Maria di Guisa e quindi nonna di Maria Stuart, regina di Scozia.
Principessa del sangue della Casa dei Borbone, il suo destino è legato a quello della Casa di Guisa, di cui fu figura centrale. Quando suo marito morì nel 1550, ne divenne il capofamiglia. All'inizio delle guerre di religione, incoraggiò i suoi figli a difendere la fede cattolica e intervenne lei stessa per difendere gli interessi della sua casata. Morì durante il regno di re Enrico III di Francia, che aveva sposato Luisa di Lorena-Vaudémont, una delle sue pronipoti.

## Biografia
Era la penultima figlia di Francesco di Borbone-Vendôme, e di sua moglie, Maria di Lussemburgo-Saint-Pol. La sua famiglia era una lontana discendente di San Luigi, re di Francia dall'ultimo figlio di quest'ultimo, Roberto di Clermont, signore di Borbone. Suo fratello maggiore Carlo è il nonno di Enrico IV, re di Francia e Navarra.

## Matrimonio
Sposò, il 9 giugno 1513 a Parigi, Claudio I di Guisa, figlio minore di Renato II di Lorena. Fu Luigi XII a scegliere il suo futuro marito. La cerimonia si svolge alla presenza del re e anche di Francesco d'Angoulême, il futuro Francesco I. Antonietta divenne duchessa quando Francesco I creò il titolo di duca di Guisa per Claudio nel 1528. La coppia ebbe dodici figli:
- Maria di Guisa (1515–1560), che sposò Giacomo V di Scozia;
- Francesco I di Guisa (1519–1563);
- Luisa di Guisa (1520–1542), sposò Carlo I, duca di Aarschot;
- Renata di Guisa (1522–1602), badessa di St. Pierre, Reims;
- Carlo (1524–1574), cardinale;
- Claudio (1526–1573), duca di Aumale;
- Luigi (1527–1578);
- Filippo (1529–1529);
- Pietro (1530);
- Antonietta di Guisa (1531–1561), badessa di Faremoutier;
- Francis (1534–1563), Gran Priore dell'Ordine di Malta;
- Renato (1536–1566), marchese di Elbeuf.

Vissero nei primi anni di matrimonio nel Ducato di Bar. 
Tutta la sua vita sarà centrata sulla sua famiglia e sulla sua fede. Darà il sapore dell'ambizione ai suoi figli sui quali avrà un forte ascendente. Con il marito creò così il clan Guisa, che segnerà la Francia nel XVI secolo. Fervente cattolica, non dirà una parola sul massacro di Wassy, perpetrato dal figlio Francesco e non smetterà mai di combattere contro i protestanti.
Nel 1547 fu scelta come madrina della principessa Claudia di Francia, seconda figlia del re Enrico II e della regina Caterina de' Medici.
Alla morte del marito, nel 1550, fece erigere un monumento funerario nella collegiata di Saint-Laurent de Joinville, oggi distrutta. I disegni e il dettaglio dei bassorilievi sono stati forniti da Le Primatice. Attualmente sono conservati al Museo del Louvre.

### Il legame con Maria Stuart
Quando la giovanissima Maria Stuart arrivò in Francia per essere un giorno maritata al delfino Francesco di Valois, figlio di Enrico II di Francia e Caterina de Medici, soleva passare spesso del tempo in compagnia della nonna e degli altri parenti della madre lontana. Infatti al posto della figlia Maria di Guisa fu lei a negoziare il contratto per la nipote e il delfino. La piccola regina di Scozia abitava ed era educata comunque a corte.
Antonietta morì 4 anni prima della nipote, ad 89 anni. Tra le poche notizie che si hanno, si dice che avesse una bara nel corridoio di casa sua, per ricordare che come essere umano anche lei doveva morire.

## Ascendenza
|                                    |                                |                                   | Genitori              |  |  | Nonni |  |  | Bisnonni           |  |  | Trisnonni                       |  |
|                                    |                                |                                   |                       |  |  |       |  |  | Luigi I di Vendôme |  |  | Giovanni I di Borbone-La Marche |  |
|                                    |                                |                                   |                       |  |  |       |  |  | Luigi I di Vendôme |  |  | Giovanni I di Borbone-La Marche |  |
|                                    |                                | Caterina di Vendôme               |                       |  |  |       |  |  | Luigi I di Vendôme |  |  |                                 |  |
| Giovanni VIII di Borbone-Vendôme   |                                |                                   |                       |  |  |       |  |  | Luigi I di Vendôme |  |  |                                 |  |
|                                    |                                | Jeanne de La Val                  | Guy XIII de Laval     |  |  |       |  |  |                    |  |  |                                 |  |
|                                    |                                | Jeanne de La Val                  | Guy XIII de Laval     |  |  |       |  |  |                    |  |  |                                 |  |
|                                    |                                | Jeanne de La Val                  | Anne de Laval         |  |  |       |  |  |                    |  |  |                                 |  |
| Francesco I di Borbone-Vendôme     |                                | Jeanne de La Val                  |                       |  |  |       |  |  |                    |  |  |                                 |  |
|                                    |                                | Luigi di Beauvau                  | Pierre de Beauveau    |  |  |       |  |  |                    |  |  |                                 |  |
|                                    |                                | Luigi di Beauvau                  | Pierre de Beauveau    |  |  |       |  |  |                    |  |  |                                 |  |
|                                    |                                | Luigi di Beauvau                  | Jeanne de Craon       |  |  |       |  |  |                    |  |  |                                 |  |
| Isabelle de Beauvau                |                                | Luigi di Beauvau                  |                       |  |  |       |  |  |                    |  |  |                                 |  |
|                                    |                                | Marguerite de Chambley            | Ferri V de Chambley   |  |  |       |  |  |                    |  |  |                                 |  |
|                                    |                                | Marguerite de Chambley            | Ferri V de Chambley   |  |  |       |  |  |                    |  |  |                                 |  |
|                                    |                                | Marguerite de Chambley            | Jeanne de Launoy      |  |  |       |  |  |                    |  |  |                                 |  |
| Antonia di Borbone-Vendôme         |                                | Marguerite de Chambley            |                       |  |  |       |  |  |                    |  |  |                                 |  |
|                                    | Luigi di Lussemburgo-Saint-Pol | Pietro I di Lussemburgo-Saint Pol |                       |  |  |       |  |  |                    |  |  |                                 |  |
|                                    | Luigi di Lussemburgo-Saint-Pol | Pietro I di Lussemburgo-Saint Pol |                       |  |  |       |  |  |                    |  |  |                                 |  |
|                                    | Luigi di Lussemburgo-Saint-Pol | Margherita del Balzo              |                       |  |  |       |  |  |                    |  |  |                                 |  |
| Pietro II di Lussemburgo-Saint-Pol | Luigi di Lussemburgo-Saint-Pol |                                   |                       |  |  |       |  |  |                    |  |  |                                 |  |
|                                    |                                | Giovanna di Bar                   | Robert de Bar         |  |  |       |  |  |                    |  |  |                                 |  |
|                                    |                                | Giovanna di Bar                   | Robert de Bar         |  |  |       |  |  |                    |  |  |                                 |  |
|                                    |                                | Giovanna di Bar                   | Jeanne de Béthune     |  |  |       |  |  |                    |  |  |                                 |  |
| Maria di Lussemburgo-Saint-Paul    |                                | Giovanna di Bar                   |                       |  |  |       |  |  |                    |  |  |                                 |  |
|                                    |                                | Ludovico di Savoia                | Amedeo VIII di Savoia |  |  |       |  |  |                    |  |  |                                 |  |
|                                    |                                | Ludovico di Savoia                | Amedeo VIII di Savoia |  |  |       |  |  |                    |  |  |                                 |  |
|                                    |                                | Ludovico di Savoia                | Maria di Borgogna     |  |  |       |  |  |                    |  |  |                                 |  |
| Margherita di Savoia               |                                | Ludovico di Savoia                |                       |  |  |       |  |  |                    |  |  |                                 |  |
|                                    |                                | Anna di Lusignano                 | Giano di Cipro        |  |  |       |  |  |                    |  |  |                                 |  |
|                                    |                                | Anna di Lusignano                 | Giano di Cipro        |  |  |       |  |  |                    |  |  |                                 |  |
|                                    |                                | Anna di Lusignano                 | Carlotta di Borbone   |  |  |       |  |  |                    |  |  |                                 |  |
|                                    |                                | Anna di Lusignano                 |                       |  |  |       |  |  |                    |  |  |                                 |  |